# Ірландія на літніх Олімпійських іграх 2008
Ірландію на літніх Олімпійських іграх 2008 представляли 54 спортсмени у 12 видах спорту. 

## Медалісти
| Медалі | Спортсмени       | Вид спорту | Дисципліна | Дата      |
| ------ | ---------------- | ---------- | ---------- | --------- |
| Срібло | Кенні Іган       | Бокс       | до 81 кг   | 24 серпня |
| Бронза | Даррен Сазерленд | Бокс       | до 75 кг   | 23 серпня |
| Бронза | Педді Барнс      | Бокс       | до 48 кг   | 24 серпня |